# Beceite
Beceite (em catalão: Beseit; em aragonês: Bezeit) é um município da Espanha na província de Teruel, comunidade autónoma de Aragão. Tem 96,75 km² de área e em 2021 tinha 544 habitantes (densidade: 5,6 hab./km²).

## Demografia
| Variação demográfica do município entre 1991 e 2004 | Variação demográfica do município entre 1991 e 2004 | Variação demográfica do município entre 1991 e 2004 | Variação demográfica do município entre 1991 e 2004 |
| --------------------------------------------------- | --------------------------------------------------- | --------------------------------------------------- | --------------------------------------------------- |
| 1991                                                | 1996                                                | 2001                                                | 2004                                                |
| 701                                                 | 693                                                 | 619                                                 | 603                                                 |